# Бендожин
Бендожин (пол. Bendorzyn) — село в Польщі, у гміні Мохово Серпецького повіту Мазовецького воєводства.
Населення — 146 осіб (2011).
У 1975—1998 роках село належало до Плоцького воєводства.

## Демографія
Демографічна структура станом на 31 березня 2011 року:
|          | Загалом | Допрацездатний вік | Працездатний вік | Постпрацездатний вік |
| -------- | ------- | ------------------ | ---------------- | -------------------- |
| Чоловіки | 74      | 15                 | 50               | 9                    |
| Жінки    | 72      | 17                 | 39               | 16                   |
| Разом    | 146     | 32                 | 89               | 25                   |